# 熊本市立中島小学校
熊本市立中島小学校（くまもとしりつ なかしましょうがっこう）は、熊本県熊本市西区中島町にある公立小学校。

## 沿革
- 1874年（明治7年） - 公立中島小学校創立
- 1884年（明治17年） - 中島村字前田に移転
- 1887年（明治20年） - 中島尋常小学校と改称
- 1906年（明治39年） - 現在地に移転
- 1941年（昭和16年） - 中島国民学校と改称
- 1947年（昭和22年） - 中島村立中島小学校と改称
- 1958年（昭和33年） - 熊本市と合併し熊本市立中島小学校と改称